# Exoprosopa goliath
Exoprosopa goliath är en tvåvingeart som beskrevs av Mario Bezzi 1924. Exoprosopa goliath ingår i släktet Exoprosopa och familjen svävflugor.
Artens utbredningsområde är Malawi. Inga underarter finns listade i Catalogue of Life.